# Охорона здоров'я в Сербії

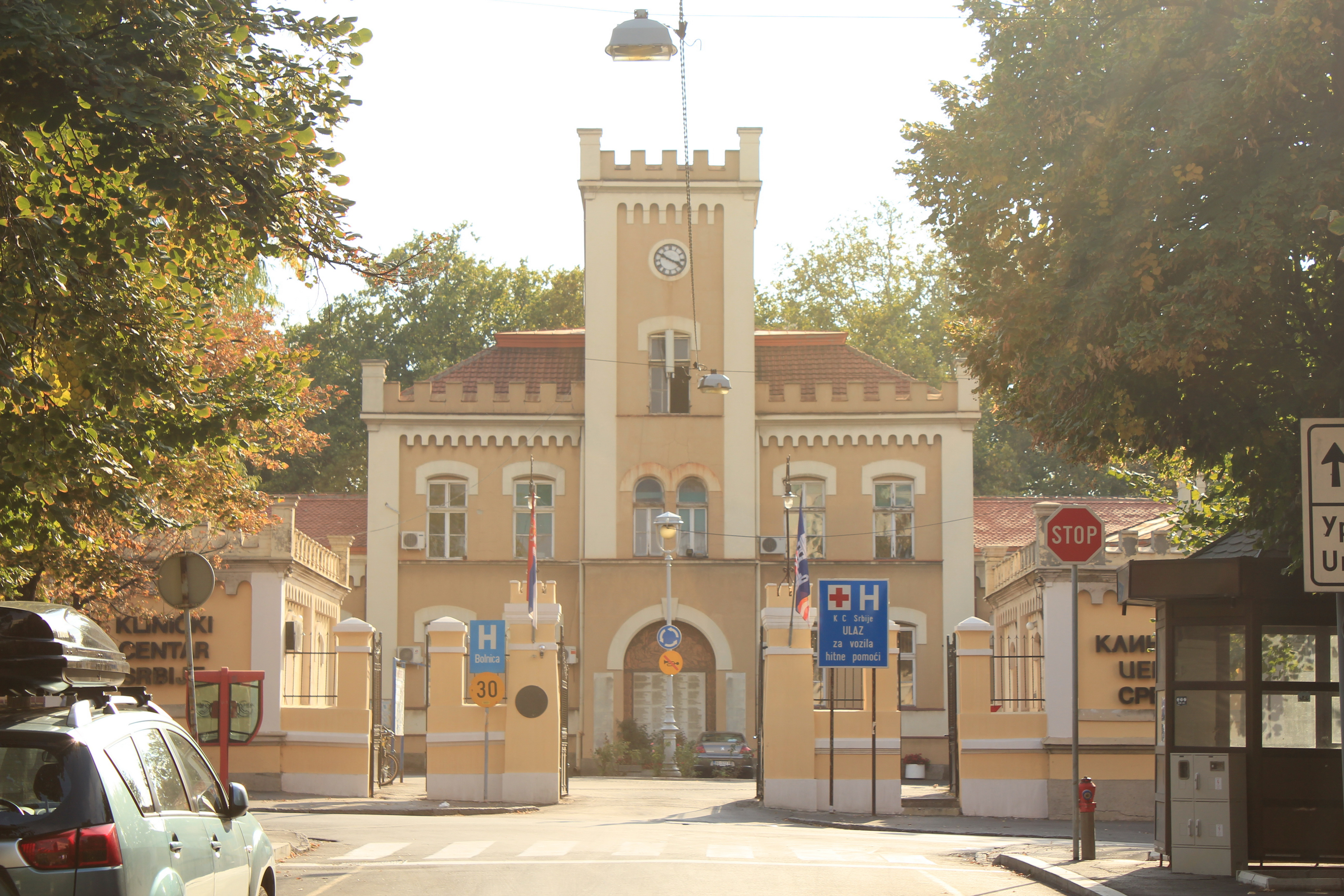
Лікарня муніципалітету Врачар, Белград

Охорона здоров'я в Сербії здійснюється за допомогою системи обов'язкового медичного страхування. Головними проблемами є корупція, неефективність, та недостатня кількість лікарів.

## Поточна система
Охорона здоров'я контролюється Національним фондом медичного страхуваня, який охоплює усіх громадян та постійних резідентів Сербії. Усі працівники, самозайняті особи, та пенсіонери повинні платити внески. Ці внески базуються на плаваючій шкалі по якій більш заможні члени суспільства сплачують більш високий відсоток свого доходу. Незважаючи на це, корупція залишається серйозною проблемою через нізьки зарплати. Багато хто з лікарів вимагають хабарі в обмін на краще лікування, хоча уряд та недержавні організації проводять кампанії проти корупції.
У 2011 році в Сербії був 1 лікар на 344 особи та 5.7 лікарняних ліжок на 1000 осіб.
Уряд Сербії працює з Світовим банком для покращення якості та ефективності системи охорони здоров'я Сербії.

## Зміни у системі охорони здоров'я
За останні десятиліття відбулося багато змін у системі охорони здоров'я, які були ініційовани ще за часів Югославії. В той час охорона здоров'я була безкоштовною, але практично недоступною для всього населення через фіксовані ціни та зловживання. Сьогодні реформи задекларовані, але досі базовий рівень охорони здоров'я недоступний для усіх. Послуги, що не покриваються загальною системою охорони здоров'я можуть доповнуюватися приватним страхуванням. Поточні проблеми у цій сфері, як кажуть самі лікарі - це брак коштів, неадекватне обладнання та постачання, низькі зарплати, та недостатній рівень медичної освіти. Взагалі, поточні реформи намагаються перемістити акцент з лікування на профілактику.

## Культура охорони здоров'я в Сербії
Культура охорони здоров'я в Сербії може вважатись дуже зіпсованой. Самоконтроль, головним чином, вживається, коли пацієнт вже хворий, а не як профілактичний захід. Допомоги зазвичай шукають у професіоналів таких, як лікар або медична сестра, де хабарі звичайно очікуються. Але використовуються також й деякі ліки народної медицини такі, як чай, оцет, трави, та вітаміни. Зміни в діяльності такі, як збільшення кількості відпочинку або фізичних навантажень, іноді використовуються як лікувальні заходи для хвороб. Подекуди вважють, що причиною хвороби можуть бути неправильна дієта або доля. Хйєлм, Бард, Нюберг, та Апельквіст (2005) декларують, що більшість з жителів колишньої Югославії вважають здоров'я не відсутністю хвороб, а скоріше “багатство та важливі речі у житті... мати достатньо сил” (стор. 51).